# Месхенет
Месхенет (егип. Msḫnt) — в египетской мифологии богиня, встречавшая человека при его появлении на свет, покровительница рожениц и помощница повитух.

Когда ребёнок появляется на свет и издаёт первый крик, Месхенет от радости пускается в пляс, а Бес и Таурт отпугивают злых духов, которые устремляются к новорожденному. Затем Месхенет вместе с супругом Шаи отправляется к Небесному Древу (Древу Хатхор) узнать судьбу новорожденного у Семи небесных богинь. С этого момента Шаи становится ангелом-хранителем человека, а Месхенет — его оракулом. Супруги начинают следить за поведением человека при жизни, чтобы на суде в загробном мире рассказать обо всех поступках богам Великой Эннеады.
Изображалась в виде молодой женщины в головном уборе из разноцветных перьев, в сопровождении мохнатых уродцев-карликов Бесов и богини Таурт.